# Marc Macédot
Marc Macédot (né le 15 septembre 1988 à Garges-lès-Gonesse) est un athlète français spécialiste du 400 mètres.

## Carrière
Sélectionné pour les Championnats d'Europe en salle de Paris-Bercy, en mars 2011, Marc Macédot remporte en tant que premier relayeur le titre continental du relais 4 × 400 mètres en compagnie de Leslie Djhone, Mamoudou Hanne et Yoann Décimus. L'équipe de France établit à cette occasion un nouveau record de France de la discipline en 3 min 06 s 17. 

### Palmarès
| Date | Compétition                       | Lieu      | Résultat | Épreuve   |
| ---- | --------------------------------- | --------- | -------- | --------- |
| 2011 | Championnats d'Europe en salle    | Paris     | 1er      | 4 × 400 m |
| 2012 | Championnats d'Europe             | Helsinki  | 6e       | 4 × 400 m |
| 2014 | Championnats d'Europe par équipes | Brunswick | 1er      | 4 × 400 m |

### Records
| Épreuve       | Performance | Lieu    | Date            |
| ------------- | ----------- | ------- | --------------- |
| 400 m (salle) | 46 s 72     | Aubière | 20 février 2011 |